# Римский-Корсаков, Воин Андреевич
Во́ин Андре́евич Ри́мский-Ко́рсаков (1822, Орловская губерния, Российская империя — 1871, Пиза, Италия) — русский мореплаватель, географ, гидрограф, писатель, реорганизатор системы военно-морского образования. Старший брат композитора Н. А. Римского-Корсакова.

## Биография
Родился 14 (26) июля 1822 года в Малоархангельском уезде Орловской губернии в старинной дворянской семье. В восемь лет был определён в морское отделение Александровского корпуса в Царском Селе. В 1833 году поступил в Морской кадетский корпус. Плавал гардемарином на фрегате «Прозерпина» на Балтике.
По окончании корпуса служил мичманом на фрегате «Александр Невский». В 1839 году на бриге «Патрокл» участвовал в описи побережья Финляндии. В 1840—1845 годах на фрегате «Мельпомена», бриге «Нестор» и корабле «Кацбах» крейсировал в Балтийском море и Финском заливе. 11 апреля 1843 года произведен в лейтенанты. В 1845—1846 годах служил на корабле «Ингерманланд» в Средиземном море. В 1847—1848 годах на корабле «Кацбах» крейсировал в Немецком и Финском морях. В 1849—1850 годах на фрегате «Паллада» перешёл до острова Мадейра и Лиссабона и обратно. В 1850 году награждён орденом Св. Анны III степени. В кампанию 1850 года на фрегате «Цесаревич» крейсировал в Финском заливе. В 1851—1852 годах командовал тендером «Лебедь» в Финском заливе.
В 1852 году Воин Андреевич поступил в распоряжение адмирала Евфимия Путятина, был назначен командиром шхуны «Восток», на которой обследовал остров Сахалин, Татарский пролив и Амурский лиман. Позднее изучал побережье Камчатки и Курильских островов. С 19 апреля 1853 года произведён в капитан-лейтенанты. 18 августа того же года «Восток» вышел из Нагасаки и к концу месяца прибыл к берегам Сахалина; 1 сентября встал на якорь в бухте около айнского селения Нотосама, после чего направился к мысу Жонкиер, корректироввка береговой линии которого была произведена картографами Римского-Корсакова (бухта получила местное название Танг-Котан). Отправленный в глубь острова лейтенант Чихачёв в 4 милях от залива обнаружил залежи каменного угля. 7 сентября шхуна отправилась к устью Амура и достигла его 13 сентября, чем была  доказана возможность пути с юга на север для морских судов. 
30 ноября 1855 года произведён в капитаны 2-го ранга. В 1856—1857 годах, командуя парусным корветом «Оливуца», перешёл из Тихого океана в Кронштадт. После окончания экспедиций опубликовал серию очерков: «Сахалин», «Первое знакомство с Амуром», «Поход на Камчатку» и другие.
26 сентября 1858 года, за отличие по службе, был произведён в капитаны 1-го ранга, а в 1860 году назначен начальником Штаба Главного Командира Кронштадтского порта.
22 августа (3 сентября) 1860 года «за успешную проводку корабля „Император Николай I“, на пловучих доках, их реки Невы в Кронштадт» объявлено Монаршее благоволение.
В декабре 1861 года назначен исправляющим должность директора Морского кадетского корпуса, и с этого времени начинается ряд преобразований в ходе обучения и воспитания в корпусе, а потом, по образцу его, и в других морских учебных заведениях. По инициативе Римского-Корсакова, для практического изучения морского дела кадеты Морского корпуса стали плавать летние месяцы на судах вновь сформированного корпусного отряда. По учебной части прибавлен один год между старшим и средним отделениями низшего курса. В систему воспитания введены новые начала развития в воспитанниках чувств самонаблюдения, долга и чести; система постоянного надзора над воспитанниками заменена системой доверия. В 1864 году ему была пожалована аренда в тысячу двести руб. в год на двенадцать лет. 1 января 1865 года Римский-Корсаков был произведён в чин контр-адмирала и утверждён в должности директора Морского кадетского корпуса. Летом того же года, командуя отрядом судов Морского корпуса и сойдясь у Гангеудда с эскадрой под командованием генерал-адмирала великого князя Константина Николаевича, Римский-Корсаков получил приказание Его Высочества заведовать работами по подъёму затонувшей броненосной лодки «Смерч». Имея свой флаг на винтовом фрегате «Громобой», Римский-Корсаков прошёл без лоцмана в тумане к Барезунду и стал на якорь ввиду затонувшего судна. За труды по поднятию «Смерча» был награждён орденом Св. Владимира 3-й степени и тысячью стами рублями. В 1866 году, за смотр, произведённый императором Александром II судам отряда Морского кадетского корпуса на Кронштадтском рейде, ему было объявлено Монаршее благоволение. В 1867 году Морской кадетский корпус был переименован в Морское училище с четырёхлетним курсом, и возраст поступающих ограничен пятнадцатью и восемнадцатью годами, а также введены некоторые изменения в форме.
15 августа 1869 года Римский-Корсаков был назначен членом комитета морских учебных заведений. В 1870 году награждён орденом Св. Анны 1-й степени.
В 1871 году, вследствие ухудшившегося здоровья, Римский-Корсаков получил отпуск за границу и 4 ноября умер в городе Пиза, в Италии. Похоронен в Петербурге, на Смоленском православном кладбище, рядом со Смоленской церковью.

## Награды
- Знак отличия за XV лет беспорочной службы.
- Орден Святой Анны 2-й степени с Императорской короной (1857).
- Орден Святого Владимира 4-й степени (1861).
- Орден Святого Владимира 3-й степени (1865).
- Орден Святого Станислава 1-й степени (1867).
- Орден Святой Анны 1-й степени (1870).

Медали:
- Медаль «В память войны 1853—1856» (1856).

## Сочинения
- «Несколько встреч с английскими военными судами» — «Морской Сборник», 1851 г., № 9
- «Ещё немного тендерской практики» — «Морской Сборник», 1851 г., № 11
- «Морская Старина» — «Mopской Сборник», 1852 г., № 11
- «Экспедиция французов в Мексику в 1838 и 1839 годах» — «Морской Сборник», 1853 г., № 8
- «Вице-адмирал Роман Петрович Бойл» — «Морской Сборник», 1855 г., № 6
- «Мнение о порядке судовой отчетности» — «Морской Сборник», 1858 г., № 6
- «Случаи и заметки на шхуне „Восток“ в 1853 и 1854 гг.» — «Морской Сборник» 1858 г., № 5, 6 и 12
- «Некоторые заметки о кораблях Suffren и Excellent» — «Морской Сборник», 1859 г., № 12
- «Опыты над гребными судами корабля „Прохор“» — «Морской Сборник», 1860 г., № 1
- «О морском воспитании» — «Морской Сборник», 1860 г., № 7
- «Предисловие к путевым заметкам П. Н. Головина» — «Морской Сборник», 1863 г., № 5
- «Подъем затонувшей броненосной лодки „Смерч“» — «Морской Сборник», 1865 г., № 12
- «Отрывки из писем морского офицера»
- «Артиллерийское ученье»
- «Отчет о практических занятиях кадет Морского Корпуса летом 1861 года»
- Перевод сочинения французского адмирала Жюрьен де ла Гравьера: «Морские войны времен французской республики и Империи»

## Память
- В честь Римского-Корсакова названа небольшая группа островов в заливе Петра Великого[6] (нанесены на карту в 1854 году экипажем фрегата «Паллада», тогда же присвоено название)[7].
- В честь Римского-Корсакова назван также город Корсаков (Сахалинская обл.)[8].

На месте нынешнего города Корсаков в XIX веке находился Корсаковский пост, названный именем Михаила Семёновича Корсакова, после перехода Сахалина к Японии пост был переименован в город Отомари, а после освобождения Сахалина в 1945 году город Отомари переименован в Корсаков, на этот раз в честь Воина Андреевича.

## Семья
Жена: Мария Фёдоровна, урождённая Мария Матильда Луиза Роза Бауэр, во втором браке баронесса фон Штакельберг (19.12.1839 — 17.1.1895). Их дети:
- Пётр (1861—1927)
- Фёдор (13.5.1863, СПб. — 28.9.1923, Таллинн) — контр-адмирал с увольнением в отставку (26.8.1913). Командир эскадренного миноносца «Беспощадный» (1904) и минного крейсера «Генерал Кондратенко» (1905).
- Андрей (1864—1869)
- Александра (12.07.1868—07.02.1945, Пфертен (Pförten; ныне Броды в Польше)[9])
- Софья (1870[10] — ?)